# Linda Zingerle
Pour les articles homonymes, voir Zingerle.
Linda Zingerle, née le 14 septembre 2002 à Innichen, est une biathlète italienne.

## Biographie

### Famille
Elle est la fille de Andreas Zingerle, médaillé olympique et quadruple champion du monde.

### Carrière
Lors des Championnats du monde juniors 2020 à Lenzerheide, elle décroche la médaille d'or du sprint puis la médaille de broner sur la poursuite.
Lors des Championnats du monde juniors 2021 à Obertilliach, elle décroche la médaille d'argent du sprint, puis la médaille de bronze de la poursuite, et enfin la médaille de bronze du relais.
Lors des Championnats d'Europe 2025 à Martell-Val Martello, elle remporte deux médailles de bronze sur la poursuite, puis sur le relais avec Rebecca Passler, Ilaria Scattolo et Birgit Schölzhorn.

## Palmarès

### Coupe du monde
- Meilleur résultat individuel : 55e.

 Dernière mise à jour le 13 mars 2025 

#### Résultats détaillés en Coupe du monde
| 2021-2022 |    |    |    |    |    |    |        |    |    |    |    |    |    |    |    | .  | .  | .  | .      |    |        |    |        |    |    |    | n.c. |
| 2021-2022 | IN | SP | SP | PU | SP | PU | SP 96e | PU | MS | SP | PU | SP | PU | IN | MS | IN | SP | PU | MS     | SP | PU     | SP | MS     | SP | PU | MS | n.c. |
|           |    |    |    |    |    |    |        |    |    |    |    |    |    |    |    |    |    |    |        |    |        |    |        |    |    |    |      |
|           |    |    |    |    |    |    |        |    |    |    |    |    |    |    |    |    |    |    |        |    |        |    |        |    |    |    |      |
| 2024-2025 |    |    |    |    |    |    |        |    |    |    |    |    |    |    | .  | .  | .  | .  |        |    |        |    |        |    |    |    | n.c. |
| 2024-2025 | IN | SP | MS | SP | PU | SP | PU     | MS | SP | PU | IN | MS | SP | PU | SP | PU | IN | MS | SP 81e | PU | IN 55e | MS | SP 61e | PU | MS |    | n.c. |

### Championnats d'Europe
| Édition / Épreuve         | Individuel | Sprint | Poursuite                  | Relais                           | Relais mixte                     | Relais mixte simple              |
| ------------------------- | ---------- | ------ | -------------------------- | -------------------------------- | -------------------------------- | -------------------------------- |
| Arber 2022                | 69e        | 79e    | —                          | Épreuve inexistante à cette date | —                                | —                                |
| Lenzerheide 2023          | 8e         | 45e    | 31e                        | Épreuve inexistante à cette date | 8e                               | —                                |
| Brezno-Osrblie 2024       | 68e        | 10e    | 11e                        | Épreuve inexistante à cette date | —                                | 5e                               |
| Martell-Val Martello 2025 | 8e         | 11e    | Médaille de bronze, Europe | Médaille de bronze, Europe       | Épreuve inexistante à cette date | Épreuve inexistante à cette date |

Légende : 
- : troisième place, médaille de bronze
- — : non disputée par Linda Zingerle

### IBU Cup
- 2 podiums individuels : 1 victoire et 1 troisième place.

 Dernière mise à jour le 9 mars 2025 

#### Podiums individuels en IBU Cup
| Podiums individuels en IBU Cup | Podiums individuels en IBU Cup | Podiums individuels en IBU Cup | Podiums individuels en IBU Cup | Podiums individuels en IBU Cup | Podiums individuels en IBU Cup |
| n°                             | Saison                         | Date                           | Lieu                           | Épreuve                        | Résultat                       |
| ------------------------------ | ------------------------------ | ------------------------------ | ------------------------------ | ------------------------------ | ------------------------------ |
| 1                              | 2021-2022                      | 01-12-2021                     | Sjusjøen                       | Super print                    | Médaille d'or                  |
| 2                              | 2024-2025                      | 01-02-2025                     | Martell-Val Martello           | Poursuite 10 km                | Médaille de bronze             |

### Championnats du monde juniors/jeunes
| Mondiaux / Épreuve  | Cat.    | Individuel | Sprint            | Poursuite                        | Mass start 60                    | Relais             | Relais mixte                     |
| 2020 Lenzerheide    | Jeunes  | 32e        | Médaille d'or     | Médaille de bronze               | Épreuve inexistante à cette date | Médaille d'argent  | Épreuve inexistante à cette date |
| 2021 Obertilliach   | Jeunes  | 12e        | Médaille d'argent | Médaille de bronze               | Épreuve inexistante à cette date | Médaille de bronze | Épreuve inexistante à cette date |
| 2022 Soldier Hollow | Juniors | 33e        | 19e               | 25e                              | Épreuve inexistante à cette date | Médaille d'or      | Épreuve inexistante à cette date |
| 2023 Chtchoutchinsk | Juniors | 49e        | 16e               | 39e                              | Épreuve inexistante à cette date | 5e                 | 7e                               |
| 2024 Otepää         | Juniors | 45e        | 30e               | Épreuve inexistante à cette date | 42e                              | 4e                 | —                                |

Légende :
- : première place, médaille d'or
- : deuxième place, médaille d'argent
- : troisième place, médaille de bronze
- — : non disputée par Linda Zingerle